# Хаджиолов, Асен
Асен Иванов Хаджиолов (болг. Асен Иванов Хаджиолов; 19 января 1903, Широково, Русенский округ, Болгария — 1 июня 1994, София, Болгария) — болгарский гистолог и эмбриолог.

## Биография
Родился 19 января 1903 года в селе Широково. В 1921 году поступил в Софийский университет, который окончил в 1926 году. В 1926 году администрацией Софийского университета был направлен во Францию на четырёхлетнюю стажировку. Стажировался в лабораториях Ж. Гиллена, И. Бертрана и А. Поликара. В 1930 году вернулся в Болгарию и устроился на работу в родной Софийский университет, где он вплоть до 1953 года заведовал кафедрой гистологии и эмбриологии и одновременно с этим занимал должность профессора. В процессе работы в Болгарском университете, к нему пришла идея создания НИИ морфологии и в 1953 году новый НИИ распахнул свои двери и он стал директором и занимал должность вплоть до своей смерти.
Скончался 1 июня 1994 года в Софии.

## Научные работы
Основные научные работы посвящены гистологии и гистохимии соединительной ткани, изучению метаболизма липидов, люминесценции клеток и тканей, структуры и ультраструктуры крови. Автор исторических очерков о классиках естествознания и выдающихся учёных Болгарии, ряда научных работ, книг и учебников.
- Изучал действие ионизирующего излучения на ткани.
- Предложил ряд оригинальных методов исследования структуры и процесса развития клеток, тканей и органов.
- Разрабатывал теоретические проблемы гистологии, вопросы истории и организации науки.

## Избранные сочинения
- Хаджиолов А. И. «Гистология и эмбриология человека», 1973.
- Хаджиолов А. И. «Основы гематологии, биология и патология кровяной ткани и кровеносной системы», 1950.

## Членство в обществах
- Почётный доктор Медицинского университета в Будапеште (1973)
- Почётный член Венгерской АН (1953)
- Член Болгарской АН (1952)
- Член-корреспондент Международной академии истории науки в Париже
- Член многих других академий наук и научных обществ

## Награды и премии
- 1951 — Димитровская премия